# 梓姓
梓姓，為中國一個稀有姓氏，出自周官梓人之後。人數不足千人。現今分布於中國大陸四川成都、梓潼，安徽黃山，山東肥城、沂水，河南宜陽，湖南衡州，廣東肇慶、澄海、高州等地。

## 人物
- 梓慎，春秋鲁國人（《左傳·襄公二十八年》）
- 梓庆，春秋鲁國人（《莊子·達生》）
- 梓潼，唐朝宣歙觀察使[1]

## 延伸阅读
[在维基数据编辑]
 《欽定古今圖書集成·明倫彙編·氏族典·梓姓部》，出自陈梦雷《古今圖書集成》